# Boletín Galego de Literatura
Boletín Galego de Literatura (BGL) es una revista literaria semestral que edita la Universidad de Santiago de Compostela y está dirigida por Anxo Tarrío. Creada en 1989, su primer número corresponde a los meses de enero-mayo. Redactada principalmente en idioma gallego, acepta colaboraciones escritas en español, portugués, catalán, francés, italiano, inglés o alemán sobre temas como crítica e historiografía de cualquier literatura del mundo, además de trabajos de investigación en Teoría de la Literatura, Crítica Literaria, Poética, Retórica, Hermenéutica, Semiótica, etc.

## Nacimiento y actividades
El Boletín Galego de Literatura nació en el campo de la filología gallega y portuguesa bajo la dirección del catedrático Anxo Tarrío y la secretaría de Xabier Campos Villar e Isabel Soto. En ese momento no existía en Galicia ninguna revista que se dedicase exclusivamente a ofrecer estudios y análisis sobre literatura redactados en gallego y el director propuso a sus compañeros la creación de una revista donde unir reflexiones, estudios, análisis, etc. Sus fundadores fueron, según su primer número de mayo de 1989, Anxo Tarrío (director), Xosé Luís Sánchez Ferraces (secretario), Carmen Blanco García, Antón Capelán, Modesto Hermida García, Xesús Rábade Paredes, Mª do Carme Ríos Panisse, Blanca-Ana Roig y Xosé Manuel Salgado Rodríguez, que componía el Consejo redactor. Dicho consejo fue variando con el paso de los años. Por último, se dotó de un Consejo científico, que apareció con el segundo número y era de carácter internacional.
Actualmente, está asesorada por dos consejos, uno científico —que se encarga de orientar e asesorar sobre los contenidos—, formado por diecinueve miembros entre los que destacan  Vítor Manuel Aguiar e Silva, Mercedes Brea López, Carlos Buján, Richard Cardwell, Basilio Losada y Guiuseppe Tavani; y otro consejo redactor y corrector —que decide sobre la presentación y la normativa editorial de la revista—, formado por cinco miembros entre los que sobresalen Eulalia Agrelo Costas y  Miguel Louzao Otero, ambos profesores de la Universidad de Santiago de Compostela. El diseño está a cargo de Alejandro Vidal sobre una idea de Pedro de Llano y las ilustraciones corren de la mano de Alex Mene. La coordinación de la publicación corre a cargo de Patricia Fra López y Mª Teresa Vilariño, en colaboración con el servicio de publicaciones de la Universidad de Santiago de Compostela. Por último, las encargadas de las colaboraciones y de la correspondencia son Marta Neira Rodríguez y Mª Isabel Soto López.
El primer número fue un homenaje al poeta Celso Emilio Ferreiro. El número doble 15-16, publicado en 1996, fue in memorian de Stefano Jacomuzzi, colaborador asiduo de la revista. El número 19 (1.er semestre 1998) se publicó in memoriam de Antón Risco. El número 27 (2002), redía un homenaje a Literatura e Cinema.
Después de un parón entre 2011 y 2015, la revista BLG reapareció con un nuevo formato con la intención de reavivar la revista desde la propia Universidad de Santiago de Compostela.

## Colaboradores
La revista se divide en distintos apartados como Estudios, Notas, Documentos, Encuentros, Bibliografía, Libros y Creación, no siempre presentes en todos los números. En cuanto a creación, muchos de los colaboradores son de fama reconocida como los escritores Suso de Toro, Uxío Novoneyra, Yolanda Castaño, Agustín Fernández Paz, Xavier Alcalá, Bernardino Graña, Manuel María, Luz Pozo Garza, Claudio Rodríguez Fer, Xosé María Álvarez Cáccamo, Xulio López Valcárcel, Chus Pato, Xavier Queipo, Luísa Villalta, Víctor Freixanes o el expresidente de la Real Academia Galega, Xosé Luís Méndez Ferrín. En cuanto a la sección de Estudios, destacan colaboradores como Carlos Caetano Biscaínho, María Lopo o Arturo Casas.

## Difusión e impacto
En los primeros años, BGL llevó de subtítulo “Estudios de Orientación Universitaria”, que abandonaría rápidamente porque el contenido de la publicación fue mucho más allá. Actualmente, el Boletín Galego de Literatura cuenta con un portal digital en gallego en la propia página de la Universidad de Santiago de Compostela. En cuanto al impacto del boletín según SCImago Journal & Country Rank no aparece recogido. En MIAR (Matriz de Información para el Análisis de Revistas) fue avalada con 6.415 en el cálculo de ICDS (Índice Compuesto de Difusión Secundaria), un indicador que informa de la visibilidad de la revista en las diferentes bases de datos científicas. En la CIRC (Clasificación Integrada de Revistas Científicas) fue clasificada como C. También en DICE (Difusión y Calidad Editorial de las Revistas Españolas de Humanidades y Ciencias Sociales y Jurídicas), la clasificación es C, a excepción de la ANEP (Agencia Nacional de Evaluaación y Prospectiva) que es B.